# Vleugelvlekdansvlieg
De vleugelvlekdansvlieg (Empis variegata) is een vliegensoort uit de familie van de dansvliegen (Empididae). De wetenschappelijke naam van de soort is voor het eerst geldig gepubliceerd in 1804 door Meigen.